# Lentula
Lentula is een geslacht van rechtvleugeligen uit de familie Lentulidae. De wetenschappelijke naam van dit geslacht is voor het eerst geldig gepubliceerd in 1878 door Stål.

## Soorten
Het geslacht Lentula omvat de volgende soorten:
- Lentula callani Dirsh, 1956
- Lentula minuta Dirsh, 1956
- Lentula obtusifrons Stål, 1878
- Lentula tuberculata Miller, 1932